# Bilingüismo pasivo

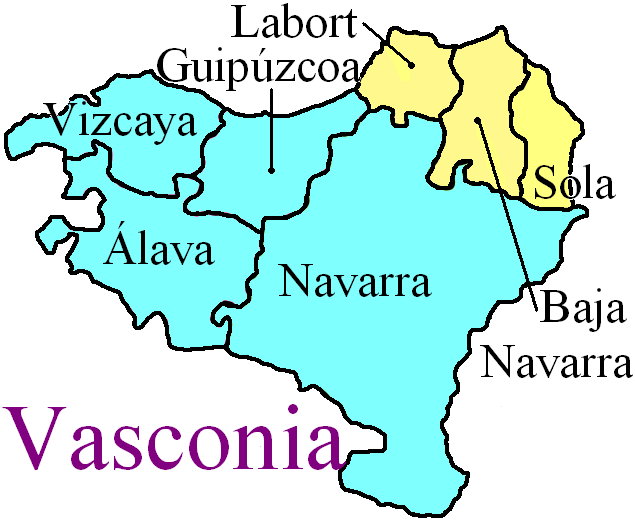
Mapa de Euskal Herria

Un bilingüe pasivo es una persona que además de entender y hablar un idioma, entiende una segunda lengua pero no la habla.
A menudo es confundido con los bilingües activos (o simplemente "bilingües") que corresponde a una persona que entiende y habla dos idiomas. 
Por ejemplo, en todo Euskal Herria, donde la mayoría de los vascoparlantes (un 99,3%) son bilingües de español o francés, se clasifican en bilingües activos (801.000) y bilingües pasivos (454.000).
Con todo, a pesar de que actualmente hay más bilingües que hablan vasco respecto de lo que pasaba hace unas dos décadas atrás, igual, entre quienes viven en Euskal Herria, muchos habitantes siguen siendo unilingües de español o francés.